# Damias scripta
Damias scripta är en fjärilsart som beskrevs av Oswald Beltram Lower 1902. Damias scripta ingår i släktet Damias och familjen björnspinnare. Inga underarter finns listade i Catalogue of Life.